# Brosconymus optatus
Brosconymus optatus är en skalbaggsart som beskrevs av Sharp 1903. Brosconymus optatus ingår i släktet Brosconymus och familjen jordlöpare. Inga underarter finns listade i Catalogue of Life.